# Фортеця Дідімотейхо
Фортеця або замок Дідімотейхо (грец. Κάστρο του Διδυμοτείχου)  — це стародавній та середньовічний комплекс укріплень на вершині пагорба в місті Дідімотейхо, Східна Македонія та Фракія, Греція.   

## Місцезнаходження
Фортеця розташована на вершині пагорба, з видом на місто Дідімотейхо, річку Ерітропотамос і дорогу до Константинополя, це один з найважливіших замків візантійської епохи у Фракії та на Балканах.

## Історія
За словами історика VI століття Прокопія Кесарійського, відбудова стін Дідімотейхо відбулася за правління Юстиніана I. Замок пережив кілька тривалих облог. Фортечні укріплення були зміцнені під час правління Костянтина V у 751 році.
У 1206 р. фортецю (відому як Демотика) обложив болгарський цар Калоян, який скористався розпадом Візантійської імперії. Пізніше фортецю окупувала Латинська імперія. У 1303 р., з відновленням візантійської влади були відремонтовані та зміцнені мури фортеці. Це підтверджується використанням будівельних матеріалів та методами будівництва, які дозволяють припустити, що візантійці володіли фортецею і в пізніший період імперії.
У жовтні 1352 р. під час візантійської громадянської війни 1352–1357 рр. Іоанн V Палеолог  за військової підтримки Сербії під командуванням  Градислава Бориловіча брав участь у битві з військами Іоанна VI Кантакузиноа (за підтримки османського бея Орхана I) під стінами фортеці. Численніші османи перемогли сербів, і Кантакузин зберіг владу, тоді як Палеолог втік до контрольованого Венеційською республікою Тенедоса. За завищеними даними Кантакузина, в битві загинуло близько 7000 сербів, тоді як Нікефорос Грегорас (1295–1360) зазначив такі втрати як 4000 осіб. В цій битви османи вперше великими силами воювали на континентальній частині Європи. Фортеця була захоплена османами в 1361 році і втратив своє стратегічне значення.
В замок приїхав поранений після військової поразки  Михаїл IX в 1305 роціт Тут народилися імператори Іоанн III Дука Ватац (1193 р.) та Іоанн V Палеолог (1332 р.), який тут був коронований імператором у 1341 році.
За наявними даними король Швеції Карл XII утримувався османами в цій фортеці під домашнім арештом. Під час османського володіння фортецею укріплення не були належним чином збережені, і до 1848 р.  були в руїнах. На руйнування вплинули зокрема обстіли укріплень російськими військами, які захоплювали місто в ході двох російських -турецькі війн 1828–29 та 1877–78 рр.
Увечері 10 серпня 2020 р. на території фортеці спалахнула суха трава, що призвело до маштабної пожежі, яка була ліквідована силами місцевої пожежної служби.

## Архітектура
Стіни фортеці мають довжину 1 кілометр і досягають висоти 12 метрів. Загалом в фортеці було  24 веж. На окремих вежах розташовувались монограми візантійців або декоративно-символічні візерунки. В фортеці є сорок печер, в скалах, на яких її побудовано, що використовувались як склади для води та їжі, а також як житло.
Центральні ворота фортеці, відомі як Калеські ворота, оточені п'ятигранними вежами, що були реконструйовані за Юстиніана І. Західні ворота, що виходять до річки, уціліли з візантійських часів та містять менші ворота поруч із вежею, які були добудовані в османські часи. Всередині фортеці були житлові приміщення, а також є низка постізантійських будівель, зокрема церква Святої Катерини, каплиця, собор Святого Афанасія (1834 р) та церква Христа Спасителя (1846 р.).

## Легенда
Існує легенда про невдалу облогу хрестоностями фортеці у 1205 році.  Весною-літом 1205 р. війська  на чолі з Генріхом Фландрським  спробували захопити фортецю, жителі якої відмовилися здатися. Фортеця була пошкоджена обстрілом з катапульт, а її захисники почали страждати від голоду і спраги.  Тож напередодні П'ятидесятниці місцеві жителі помолившись в храмі, розташованому в фортеці, взяли ікони і вийшли на її мури, після чого сонячний день перетворився на хмарний, почалась злива, яка затопила навколишну місцевість, втопивши багатьох нападників.